# 吻鼻箱魨
吻鼻箱魨（学名：Ostracion rhinorhynchos），又名突吻箱魨、長鼻木瓜、箱河魨、海牛港，为輻鰭魚綱魨形目鱗魨亞目箱魨科箱魨屬下的一个种，為熱帶海水魚，分布於印度西太平洋區，從東非至澳洲西北部海域，向北延伸至日本南部，棲息深度35-50公尺，體呈長方形，最大的特徵是眼前吻部突出，體色灰褐色，全身密布黑色斑點，魚鰭無硬棘、無腹鰭，背鰭軟條9枚、臀鰭軟條9枚，體長可達35公分，棲息在沿岸珊瑚礁平臺，以底棲無脊椎動物為食，生活習性不明，具有毒性。